# Srečko
Srečko je moško osebno ime.

## Slovenske izpeljanke imena
- moške oblike imena: Srečo, Srečoslav
- ženske oblike imena: Srečka

## Tujejezikovne oblike imena
Iz hrvaškega in srbskega jezikovneka področja
- moške oblike imena: Sretan, Sreten, Sretko, Sreto
- ženske oblike imena: Sretana, Sretenka, Sretina, Sretislava

## Izvor imena
Ime Srečko je slovenska različica imena Feliks in je tvorjeno iz besed sréča, sréčen s sufiksom -ko.

## Pogostost imena
Po podatkih Statističnega urada Republike Slovenije je bilo na dan 31. decembra 2007 v Sloveniji število moških oseb z imenom Srečko: 4.768. Med vsemi moškimi imeni pa je ime Srečko po pogostosti uporabe uvrščeno na 53. mesto.

## Osebni praznik
V koledarju je Srečko uvrščen k imenu Feliks, ki god praznuje 30. avgusta.